# Suecia en los Juegos Paralímpicos de Sídney 2000
Suecia estuvo representada en los Juegos Paralímpicos de Sídney 2000 por un total de 87 deportistas, 70 hombres y 17 mujeres.

## Medallistas
El equipo paralímpico sueco obtuvo las siguientes medallas:
| Nombre                                                                                               | Deporte       | Evento                                      |
| --- | ------------- | ------------------------------------------- |
| Oro                                                                                                  |               |                                             |
| Johnny Eriksson                                                                                      | Tenis de mesa | Individual 6 masculino                      |
| Jonas Jacobsson                                                                                      | Tiro          | Rifle libre 3 × 40 m SH1 masculino          |
| Jonas Jacobsson                                                                                      | Tiro          | Rifle libre en posición tendida SH1 mixto   |
| Thomas Johansson                                                                                     | Tiro          | Rifle de aire de pie SH2 mixto              |
| Thomas Johansson                                                                                     | Tiro          | Rifle de aire en posición tendida SH2 mixto |
| Plata                                                                                                |               |                                             |
| Madelene Nordlund                                                                                    | Atletismo     | 200 m T53 femenino                          |
| Madelene Nordlund                                                                                    | Atletismo     | 400 m T53 femenino                          |
| Håkan Ericsson                                                                                       | Atletismo     | 100 m T54 masculino                         |
| Tim Johansson                                                                                        | Atletismo     | 800 m T51 masculino                         |
| Per Vesterlund                                                                                       | Atletismo     | 1500 m T52 masculino                        |
| Nora Prochazka                                                                                       | Natación      | 100 m braza SB5 femenino                    |
| Bronce                                                                                               |               |                                             |
| Sofia Dettmann                                                                                       | Atletismo     | 400 m T54 femenino                          |
| Håkan Ericsson                                                                                       | Atletismo     | 100 m T54 masculino                         |
| Victor Göransson                                                                                     | Atletismo     | Salto de longitud F42 masculino             |
| Malin Gustavsson Helena Gustavsson Josefine Jälmestål Anna Nilsson Lena Saarensalo Sarah Winberg     | Golbol        | Torneo femenino                             |
| Jimmy Björkstrand Niklas Hultqvist Torsten Karlsson Boris Samuelsson Mikael Ståhl Niklas Wetterström | Golbol        | Torneo masculino                            |
| Mattias Karlsson                                                                                     | Tenis de mesa | Individual 6 masculino                      |
| Fredrik Andersson                                                                                    | Tenis de mesa | Individual 10 masculino                     |
| Ernst Bolldén Jan-Christer Gustavsson                                                                | Tenis de mesa | Equipo 5 masculino                          |
| Jonas Jacobsson                                                                                      | Tiro          | Rifle de aire de pie SH1 masculino          |
| Jonas Jacobsson                                                                                      | Tiro          | Rifle de aire en posición tendida SH1 mixto |